# Nummela järnvägsstation
Nummela järnvägsstation är en järnvägsstation i Nummela i Vichtis kommun i det finländska landskapet Nyland på Hyvinge-Karis-banan. Nuförtiden har stationen endast godstrafik.

## Arkitektur och historia
Nummela stationsbyggnad ritades av järnvägsstyrelsens överarkitekt Bruno Granholm år 1918. Ursprungligen fanns det II och III klassers väntsalar, byrån, stationsinspektorens rum, bagagerum och postkontor i nedre våningen. I övervåningen fanns det två bostäder för tjänstemän.
Efter andra världskriget började Nummela växa snabbt och redan på 1960-talet var tätorten större än Vichtis kyrkby och det viktigaste industricentrumet i kommunen. Goda förbindelser ledde till att nya invånare flyttade till Nummela. Inflyttningstrafiken orsakades dock inte av järnvägen. Den största orsaken var den nya motorvägen mot Helsingfors. Persontrafiken på Hyvinge-Karis banan upphörde år 1983 och Nummela järnvägsstation blev obemannad år 1993.
Senare har till exempel frikyrkan och en loppmarknad inhysts i byggnaden.
Den tidigare järnvägsstationen uppfördes år 1873 och den låg söder om den nuvarande stationen mot Lojo.

Nummela järnvägsstation ägdes av Senatfastigheter fram till år 2014 när den köptes av en privatperson som ska reparera stationsbyggnaden.

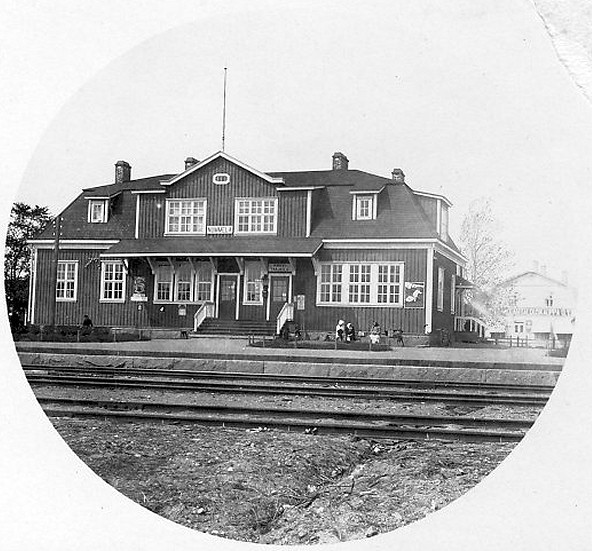
Nummela station omkring 1920-1930-talen